# Bad Bellingen
Bad Bellingen is een plaats in de Duitse deelstaat Baden-Württemberg, en maakt deel uit van het Landkreis Lörrach.
Bad Bellingen telt 4.715 inwoners.
Tot de gemeente behoort ook het dorp Rheinweiler (ca. 1000 inw.) waar op 21 juli 1971 een ernstig treinongeluk plaatsvond en waarbij 25 doden en 121 gewonden vielen. Een bochtig traject ter hoogte van de Isteinerklotz werd met 140 km/u genomen waar 75 km/u was toegestaan. In december 2012 is daar voor het treinverkeer de nieuwe Katzenbergtunnel geopend van 9 km lengte.
Aitern ·
Bad Bellingen ·
Binzen ·
Böllen ·
Efringen-Kirchen ·
Eimeldingen ·
Fischingen ·
Fröhnd ·
Grenzach-Wyhlen ·
Häg-Ehrsberg ·
Hasel ·
Hausen im Wiesental ·
Inzlingen ·
Kandern ·
Kleines Wiesental ·
Lörrach ·
Malsburg-Marzell ·
Maulburg ·
Rheinfelden ·
Rümmingen ·
Schallbach ·
Schliengen ·
Schönau im Schwarzwald ·
Schönenberg ·
Schopfheim ·
Schwörstadt ·
Steinen ·
Todtnau ·
Tunau ·
Utzenfeld ·
Weil am Rhein ·
Wembach ·
Wieden ·
Wittlingen ·
Zell im Wiesental